# Lusigny-sur-Barse
Lusigny-sur-Barse est une commune française, située dans le département de l'Aube en région Grand Est.

## Géographie
| Laubressel             | Dosches             | Géraudot          |
| Courteranges Montaulin | Lusigny-sur-Barse   | Mesnil-Saint-Père |
| Fresnoy-le-Château     | Montreuil-sur-Barse | Montiéramey       |

### Hydrographie
La commune est dans la région hydrographique « la Seine de sa source au confluent de l'Oise (exclu) » au sein du bassin Seine-Normandie. Elle est drainée par le canal de Morge, la Barse, la Civanne, un bras de Morge, le canal 01 de la commune de Montieramey, le canal 01 des Hièbles Choux, le canal 02 de la commune de Montieramey, le Fossé 01 de Grand Bard, le Fossé 01 de la Bretauche, le Fossé 01 de la Fromentelle, le Fossé 01 de l'Étang de Pré Molle, le Fossé 01 du Bas Bois, la Fausse Barse, Lac de la Foret d'Orient Barrage Réservoir Seine, le ru des Echelles, le ru des Forges, le ruisseau de Morge et divers autres petits cours d'eau,.
La Barse, d'une longueur de 50 km, prend sa source dans la commune de Puits-et-Nuisement et se jette  dans la Seine à La Chapelle-Saint-Luc, après avoir traversé 17 communes.
La Civanne, d'une longueur de 13 km, prend sa source dans la commune de Chauffour-lès-Bailly et se jette  dans la Barse à Courteranges, après avoir traversé huit communes.

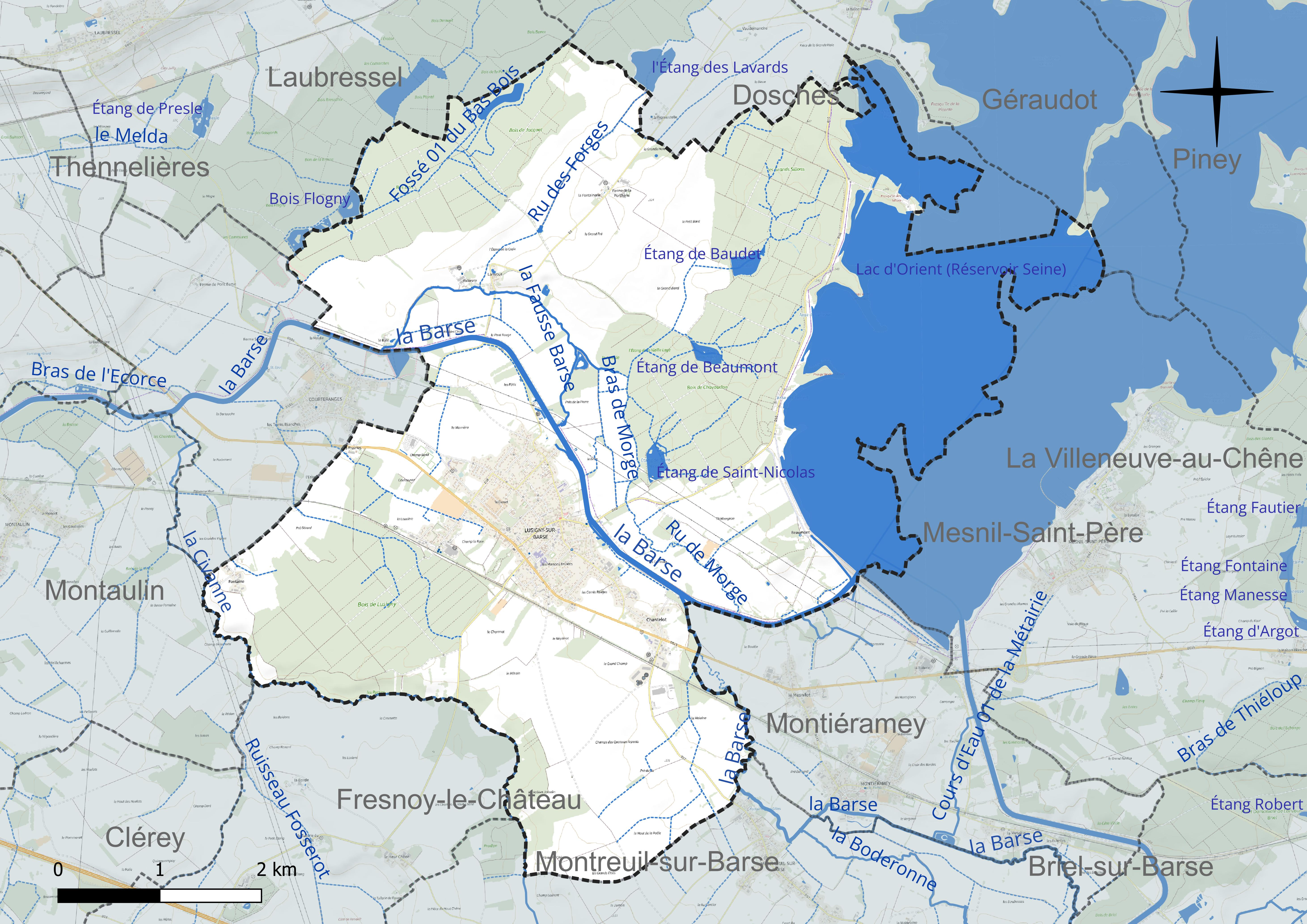
Réseau hydrographique de Lusigny-sur-Barse.

Quatre plans d'eau complètent le réseau hydrographique : le lac d'Orient (le réservoir Seine), d'une superficie totale de 2 271,3 ha (619,6 ha sur la commune), l'étang de Baudet (5,3 ha), l'étang de Beaumont (4 ha) et l'étang de Saint-Nicolas (5,5 ha),.

### Climat
Pour des articles plus généraux, voir Climat du Grand Est et Climat de l'Aube.
En 2010, le climat de la commune est de type climat océanique dégradé des plaines du Centre et du Nord, selon une étude du Centre national de la recherche scientifique s'appuyant sur une série de données couvrant la période 1971-2000. En 2020, Météo-France publie une typologie des climats de la France métropolitaine dans laquelle la commune est exposée à un climat océanique altéré et est dans la région climatique Lorraine, plateau de Langres, Morvan, caractérisée par un hiver rude (1,5 °C), des vents modérés et des brouillards fréquents en automne et hiver.
Pour la période 1971-2000, la température annuelle moyenne est de 10,5 °C, avec une amplitude thermique annuelle de 15,7 °C. Le cumul annuel moyen de précipitations est de 729 mm, avec 11,8 jours de précipitations en janvier et 8,1 jours en juillet. Pour la période 1991-2020, la température moyenne annuelle observée sur la station météorologique de Météo-France la plus proche, « Mesnil-Saint-Père », sur la commune de Mesnil-Saint-Père à 5 km à vol d'oiseau, est de 11,4 °C et le cumul annuel moyen de précipitations est de 772,6 mm. 
La température maximale relevée sur cette station est de 41 °C, atteinte le 25 juillet 2019 ; la température minimale est de −20,5 °C, atteinte le 2 janvier 1997,,.
Les paramètres climatiques de la commune ont été estimés pour le milieu du siècle (2041-2070) selon différents scénarios d'émission de gaz à effet de serre à partir des nouvelles projections climatiques de référence DRIAS-2020. Ils sont consultables sur un site dédié publié par Météo-France en novembre 2022.

## Urbanisme

### Typologie
Au 1er janvier 2024, Lusigny-sur-Barse est catégorisée bourg rural, selon la nouvelle grille communale de densité à 7 niveaux définie par l'Insee en 2022.
Elle appartient à l'unité urbaine de Lusigny-sur-Barse, une unité urbaine monocommunale constituant une ville isolée,. Par ailleurs la commune fait partie de l'aire d'attraction de Troyes, dont elle est une commune de la couronne,. Cette aire, qui regroupe 209 communes, est catégorisée dans les aires de 200 000 à moins de 700 000 habitants,.
La commune, bordée par un plan d’eau intérieur d’une superficie supérieure à 1 000 hectares, le lac d'Orient, est également une commune littorale au sens de la loi du 3 janvier 1986, dite loi littoral. Des dispositions spécifiques d’urbanisme s’y appliquent dès lors afin de préserver les espaces naturels, les sites, les paysages et l’équilibre écologique du littoral, tel le principe d'inconstructibilité, en dehors des espaces urbanisés, sur la bande littorale des 100 mètres, ou plus si le plan local d’urbanisme le prévoit.

### Occupation des sols
L'occupation des sols de la commune, telle qu'elle ressort de la base de données européenne d’occupation biophysique des sols Corine Land Cover (CLC), est marquée par l'importance des territoires agricoles (49,7 % en 2018), une proportion sensiblement équivalente à celle de 1990 (50,1 %). La répartition détaillée en 2018 est la suivante : 
terres arables (32,4 %), forêts (31,3 %), eaux continentales (14,9 %), prairies (14,1 %), zones urbanisées (4,1 %), zones agricoles hétérogènes (3,2 %). L'évolution de l’occupation des sols de la commune et de ses infrastructures peut être observée sur les différentes représentations cartographiques du territoire : la carte de Cassini (XVIIIe siècle), la carte d'état-major (1820-1866) et les cartes ou photos aériennes de l'IGN pour la période actuelle (1950 à aujourd'hui).

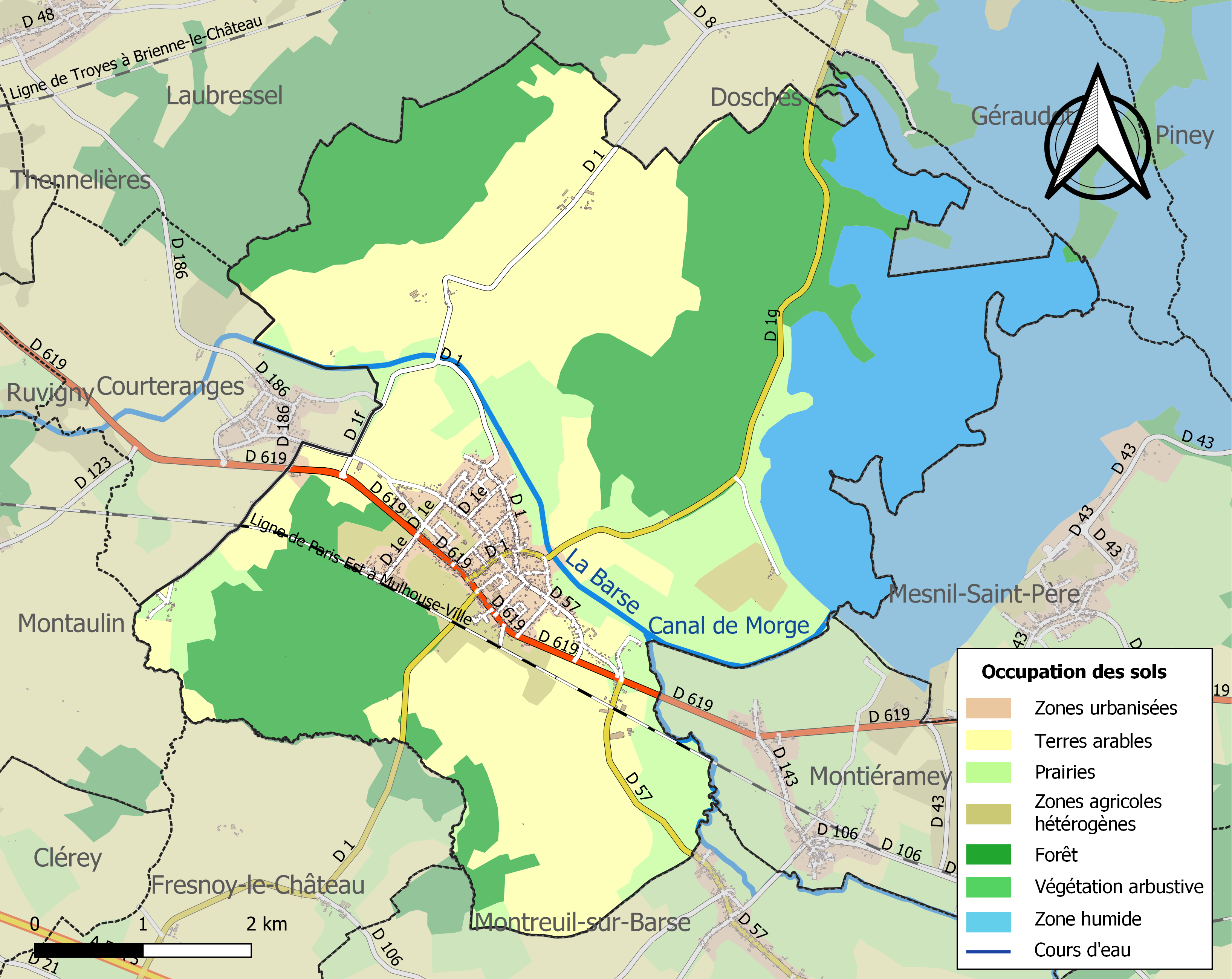
Carte des infrastructures et de l'occupation des sols de la commune en 2018 (CLC).

## Toponymie
Les anciennes formes relevées sont : Lusiniacus, Liciniacus, sur-Barse fut autorisé par décret du 4 février 1919.

## Histoire
Le territoire de la commune est traversé par une ancienne voie romaine venant de Langres. C'était le siège d'une mairie royale et jusqu'en 1789 Lusigny dépendait de l'intendance et de la généralité de Châlons, de l'élection et du bailliage de Troyes. Elle avait un maire en 1161 et en 1202 sont mentionnés : un four et des moulins. Du fait de sa position, elle a été le siège d'une poste-aux-chevaux qui fut transférée en 1685 au Mesnilot. Lusigny tire son nom du latin Lusiniacus. Ses habitants s’appellent : les Lusigniens.
Ce n’est que depuis la publication d’un décret paru le 4 février 1919 que le bourg de Lusigny a précisé définitivement son identité géographique en faisant ajouter à son nom le qualificatif de « sur Barse », nom de la petite rivière qui traverse le bourg.
Dans l’Antiquité, une voie romaine venant de Langres et se dirigeant vers la vallée de la Barbuise, traversait le finage du sud-ouest au nord-ouest. Il est probable qu’il y avait, jadis, le relais d’une poste à chevaux sur la route de Troyes à Langres. Il se trouvait à l’angle de la rue Georges-Clemenceau et de la route nationale.
Jusqu’à la Révolution, l’agglomération rurale de Lusigny dépendait de l’intendance et de la généralité de Châlons-sur-Marne (devenu Châlons-en-Champagne).
Les circonscriptions civiles qui ont régi le domaine royal pendant des siècles, avant que les provinces de France ne fussent découpées en départements, étaient, elles-mêmes, subdivisées en élections. Le village de Lusigny était rattaché à Troyes. Pour l’administration, les habitants étaient groupés en communautés qui devinrent communes en 1790.
Les hameaux de Beaumont et de Larrivour formaient une commune en 1790. En l’an III de la République, la plus grande partie fut réunie à Lusigny, quelques fermes ayant été attribuées à Géraudot, Mesnil-Saint-Père et Courteranges.
En 1790, la population était de 895 habitants. Cette même année et jusqu’au 29 novembre, la commune fut rattachée au canton éphémère de Géraudot, pour devenir, par la suite, chef-lieu de canton, relevant du district de Troyes. C’est à la suite d'une loi promulguée le 28 pluviôse an VIII (17 février 1800) qu’on remania une nouvelle fois les divisions administratives du département de l’Aube. Celui-ci fut partagé en cinq arrondissements et 26 cantons. À la suite des élections départementales de 2015, Lusigny-sur-Barse est rattachée au canton de Vendeuvre-sur-Barse.
En ce qui concerne les circonscriptions judiciaires, Lusigny, relevait du bailliage de Troyes. Lusigny fut mairie royale.
Depuis l’union du comté de Champagne à la Couronne de France, sous le règne de Philippe IV le Bel, en 1285, tout individu qui était domicilié sur la terre d’un seigneur était soumis à sa justice, à moins qu’il ne fût « Bourgeois du Roi ».
Dans ce cas, il n’avait pas d’autres juges que les officiers royaux. Pour obtenir cette franchise et donc être exempt de servitude seigneuriale, il fallait remplir, outre l’affranchissement d’une taxe, certaines conditions concernant le domicile.
Lorsque dans une seigneurie, il existait un certain nombre de Bourgeois du Roi, le souverain y établissait une mairie royale. Dans le bailliage de Troyes, onze mairies royales furent créées, dont une à Lusigny.
Elle étendait sa juridiction à des territoires compris entre Villy-en-Trodes, Mesnil-Saint-Père, Montieramey, Ruvigny, Montaulin et Montreuil-sur-Barse. Extraits du livre de l’abbé Simonnet Du côté de Lusigny, trois villages et un lac.
Un tribunal jugeant sous la présidence d’un bailli (agent du roi chargé des fonctions administratives et judiciaires).

## Politique et administration
Le 27 pluviôse n III, Beaumont-Larrivour est fondu dans Lusigny sauf quelques fermes qui vont à Géraudot, Mesnils-Saint-Pierre ou Courteranges.
| Période                                  | Période   | Identité                                        | Étiquette         | Qualité |
| ---------------------------------------- | --------- | ----------------------------------------------- | ----------------- | --- |
| ?                                        | ?         | Jacques Gauthier                                | CNIP              | Négociant en bois Conseiller général du canton de Lusigny-sur-Barse (1945 → 1958)                                                                        |
| mai 1953                                 | mai 1972  | Maurice Jacquinot                               | RI                | Conseiller général du canton de Lusigny-sur-Barse (1958 → 1973)                                                                                          |
| mai 1972                                 | juin 1995 | Bernard Hussenet                                |                   | |
| Les données manquantes sont à compléter. |           |                                                 |                   | |
| octobre 1998                             | 2021      | Christian Branle Réélu pour le mandat 2020-2026 | DVD puis UMP → LR | Technicien supérieur Conseiller général du canton de Lusigny-sur-Barse (2001 → 2015) Conseiller départemental du canton de Vendeuvre-sur-Barse (2015 → ) |
| Les données manquantes sont à compléter. |           |                                                 |                   | |

## Démographie
L'évolution du nombre d'habitants est connue à travers les recensements de la population effectués dans la commune depuis 1793. Pour les communes de moins de 10 000 habitants, une enquête de recensement portant sur toute la population est réalisée tous les cinq ans, les populations de référence des années intermédiaires étant quant à elles estimées par interpolation ou extrapolation. Pour la commune, le premier recensement exhaustif entrant dans le cadre du nouveau dispositif a été réalisé en 2005.

En 2022, la commune comptait 2 265 habitants, en évolution de +6,29 % par rapport à 2016 (Aube : +0,7 %, France hors Mayotte : +2,11 %).
| 1793 | 1800  | 1806 | 1821 | 1831  | 1836  | 1841  | 1846  | 1851  |
| ---- | ----- | ---- | ---- | ----- | ----- | ----- | ----- | ----- |
| 861  | 1 080 | 953  | 971  | 1 068 | 1 069 | 1 105 | 1 087 | 1 104 |

| 1856  | 1861  | 1866  | 1872  | 1876  | 1881  | 1886  | 1891  | 1896  |
| ----- | ----- | ----- | ----- | ----- | ----- | ----- | ----- | ----- |
| 1 090 | 1 146 | 1 156 | 1 171 | 1 165 | 1 068 | 1 115 | 1 108 | 1 092 |

| 1901  | 1906  | 1911 | 1921 | 1926  | 1931  | 1936 | 1946 | 1954  |
| ----- | ----- | ---- | ---- | ----- | ----- | ---- | ---- | ----- |
| 1 046 | 1 105 | 993  | 961  | 1 120 | 1 047 | 946  | 943  | 1 040 |

| 1962  | 1968  | 1975 | 1982  | 1990  | 1999  | 2005  | 2006  | 2010  |
| ----- | ----- | ---- | ----- | ----- | ----- | ----- | ----- | ----- |
| 1 009 | 1 012 | 990  | 1 073 | 1 281 | 1 449 | 1 624 | 1 657 | 1 755 |

| 2015  | 2020  | 2022  | - | - | - | - | - | - |
| ----- | ----- | ----- | - | - | - | - | - | - |
| 2 115 | 2 225 | 2 265 | - | - | - | - | - | - |

## Lieux et monuments

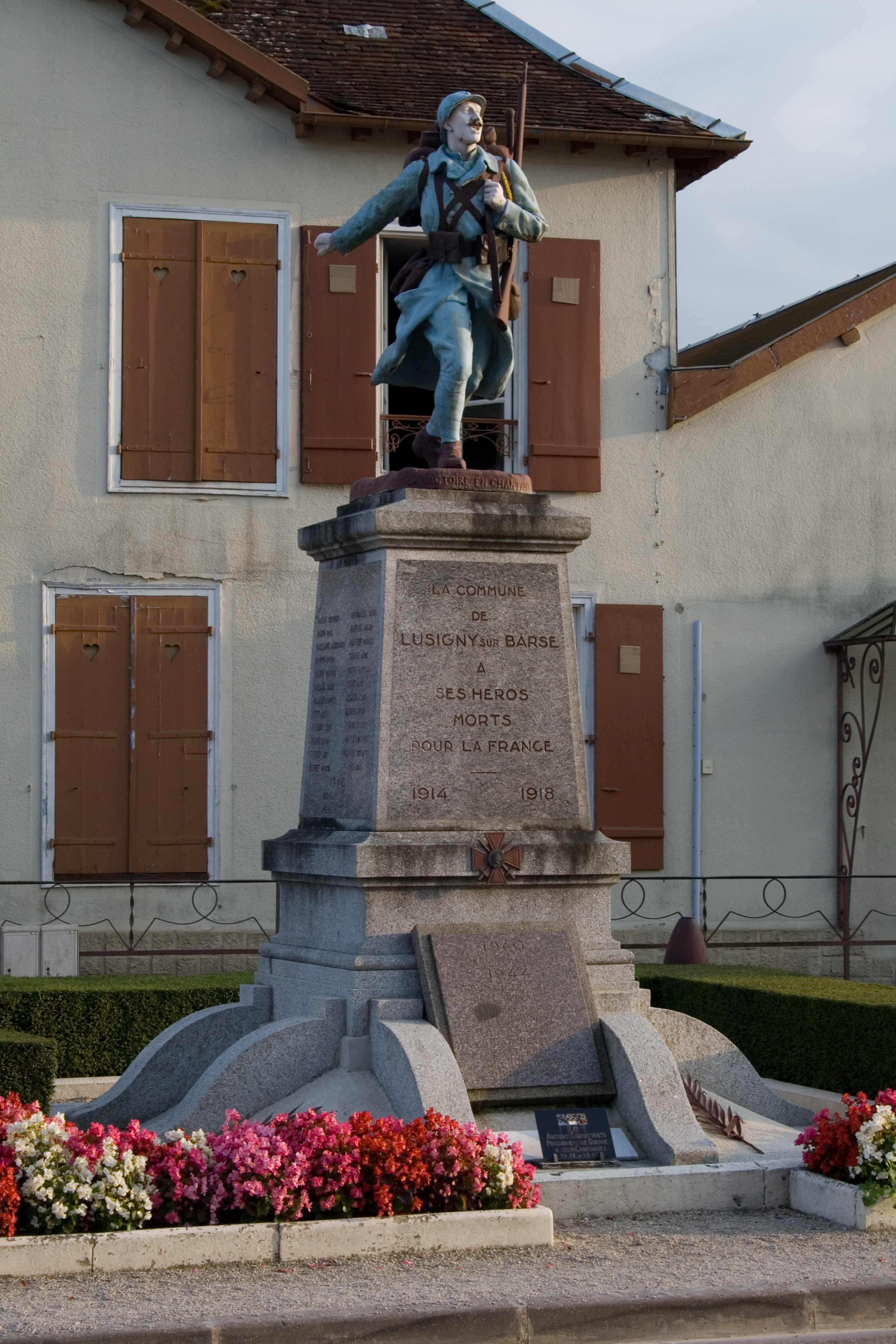
Monument aux morts,
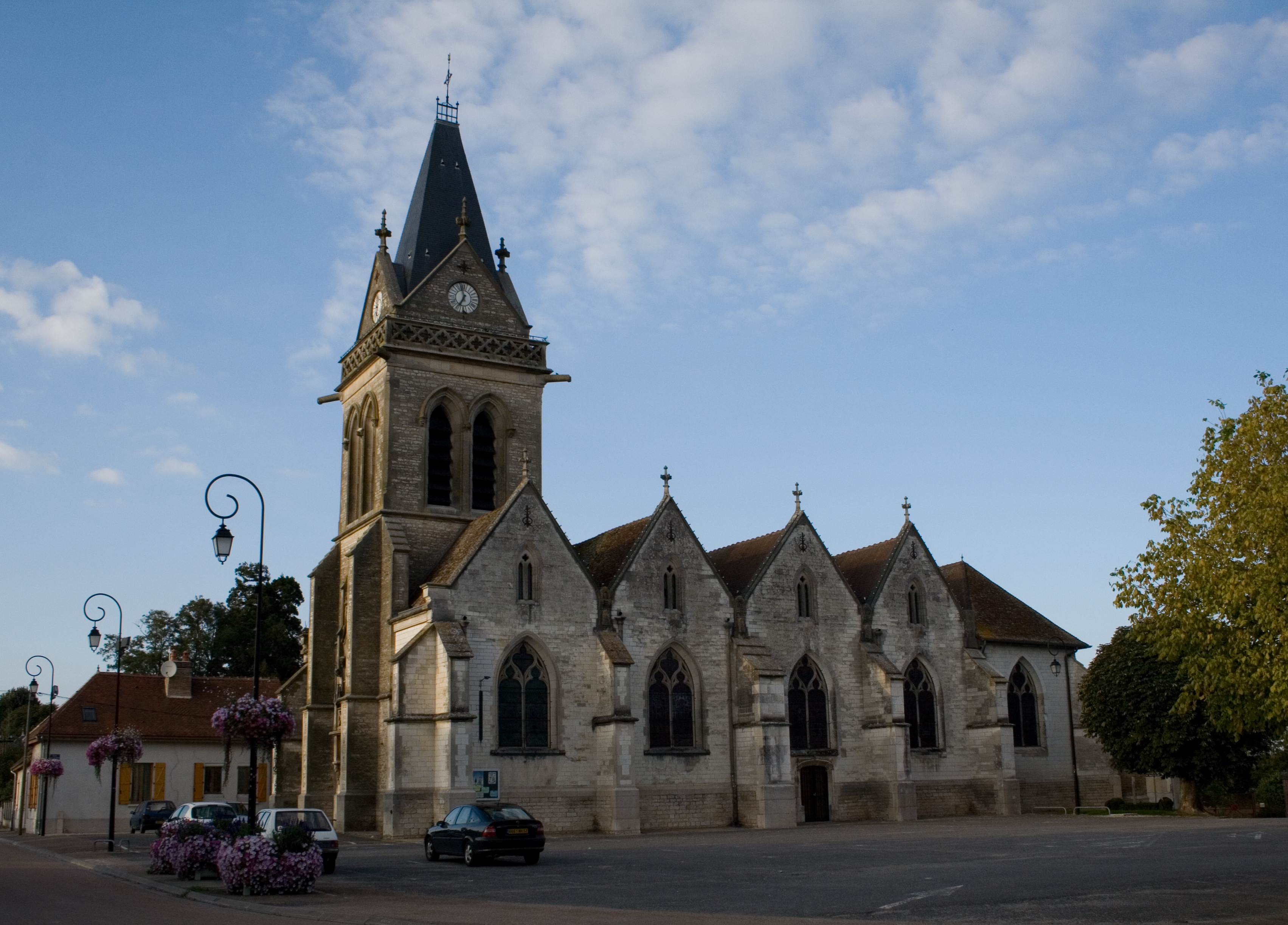
L'église Saint-Martin en 2007.

- Le collège Charles-Delaunay
- L'église Saint-Martin
- L'abbaye Notre-Dame de Larrivour est une abbaye cistercienne construite au XIIe siècle et détruite à la Révolution.
- Réserve naturelle régionale des Prairies humides de Courteranges
- Le monument aux morts, situé rue Georges Clemenceau (RD 1), en face de la mairie. Il est surmonté de la statue La Victoire en chantant, réalisée par Charles Édouard Richefeu.

### La gare
Le monument le plus connu de Lusigny est sa gare ferroviaire située sur la ligne de Paris-Est à Mulhouse-Ville, car elle a été reproduite à des milliers d'exemplaires à l'échelle HO par la firme de trains-jouets électriques Jouef.
Cette gare n'est plus desservie par la SNCF depuis les années 1990 et ses bâtiments sont en ruine.

### La plage
La plage de Lusigny est une plage de sable fin du Lac d'Orient. Elle est située à 2,5 km de Lusigny et son parking borde également le centre d'accrobranche Grimpobranche.
Son accès est gratuit et elle est équipée d'une aire de jeu et de sanitaires. La baignade est surveillée en période estivale à l'après-midi, à horaires variables suivant les années.

## Personnalités liées à la commune
- Charles-Eugène Delaunay, mathématicien et astronome, y est né en 1816.

## Héraldique
|  | Les armes de la ville se blasonnent ainsi : De gueules au cheval effrayé d’argent, au chef parti : au 1er d’azur à la croix ancrée d’or, au 2e aussi d’azur à la bande d’argent accostée de deux cotices potencées et contre-potencées d’or, à la crosse abbatiale d’argent brochante. |